# Érico Cardoso
Érico Cardoso este un oraș în statul Bahia (BA) din Brazilia.